# Voivod (album)
Voivod, prodotto nel 2003 dalla Chophouse Records, è il decimo album della band canadese thrash metal Voivod. Al posto di Eric Forrest, infortunato per un incidente di auto, torna nei Voivod Denis Bélanger, che aveva lasciato il gruppo nel 1993. Come bassista viene invece reclutato Jason Newsted, da poco uscito dai Metallica.

## Tracce
1. Gasmask Revival – 4:16
2. Facing Up – 4:48
3. Blame Us – 5:35
4. Real Again? – 4:52
5. Rebel Robot – 4:48
6. The Multiverse – 5:28
7. I Don't Wanna Wake Up – 5:49
8. Les Cigares Volants – 4:06
9. Divine Sun – 5:05
10. Reactor – 3:55
11. Invisible Planet – 4:37
12. Strange and Ironic – 4:31
13. We Carry On – 7:42

## Formazione
- Denis Bélanger - voce
- Denis D'Amour - chitarra
- Jason Newsted - basso
- Michel Langevin - batteria